# Sean Scannell
Sean Scannell (ur. 19 września 1990 w Croydon, Londyn, Anglia) – urodzony w Anglii piłkarz, występujący w Huddersfield Town. Były reprezentant Irlandii do lat 21.
Scannell urodził się w południowym Londynie, w dzielnicy Croydon. Jest wychowankiem mającego swoją siedzibę w tej dzielnicy Crystal Palace. W pierwszej drużynie zadebiutował 4 grudnia 2007 roku w wygranym 2-1 wyjazdowym spotkaniu z QPR. Swoją debiutancką bramkę zdobył 15 grudnia 2007 roku w 90 minucie wygranego 2-1 spotkania z Sheffield Wednesday. W Palace występował przez 5 sezonów, w których zdobył 12 bramek w 130 meczach.
23 czerwca 2012 roku przeszedł do Huddersfield Town, z którym związał się 3-letnią umową. Pierwsze spotkanie dla Huddersfield rozegrał 17 sierpnia 2012 roku przeciwko Cardiff City, natomiast pierwszą bramkę zdobył 3 listopada w wygranym 1-0 spotkaniu z Bristol City.

## Statystyki kariery
| Sezon   | Klub              | Kraj   | Rozgrywki      | Mecze | Bramki | Puchary Krajowe                       | Mecze | Bramki |
| ------- | ----------------- | ------ | -------------- | ----- | ------ | ------------------------------------- | ----- | ------ |
| 2007/08 | Crystal Palace    | Anglia | Championship   | 23    | 2      | Puchar Anglii                         | 1     | 0      |
| 2008/09 | Crystal Palace    | Anglia | Championship   | 25    | 2      | Puchar Ligi Angielskiej Puchar Anglii | 1 1   | 0 0    |
| 2009/10 | Crystal Palace    | Anglia | Championship   | 26    | 2      | Puchar Ligi Angielskiej Puchar Anglii | 2 1   | 0 0    |
| 2010/11 | Crystal Palace    | Anglia | Championship   | 19    | 2      | -                                     | -     | -      |
| 2011/12 | Crystal Palace    | Anglia | Championship   | 37    | 4      | Puchar Ligi Angielskiej               | 4     | 0      |
| 2012/13 | Huddersfield Town | Anglia | Championship   | 34    | 2      | Puchar Anglii                         | 4     | 1      |
| 2013/14 | Huddersfield Town | Anglia | Championship   | 38    | 1      | Puchar Ligi Angielskiej Puchar Anglii | 2 2   | 0 0    |
| 2014/15 | Huddersfield Town | Anglia | Championship   | 42    | 4      | Puchar Ligi Angielskiej Puchar Anglii | 2 1   | 0 0    |
| 2015/16 | Huddersfield Town | Anglia | Championship   | 29    | 1      | Puchar Anglii                         | 1     | 0      |
| 2016/17 | Huddersfield Town | Anglia | Championship   | 15    | 0      | Puchar Ligi Angielskiej               | 1     | 0      |
| 2017/18 | Burton Albion     | Anglia | Championship   | 18    | 0      | Puchar Ligi Angielskiej               | 1     | 0      |
| 2017/18 | Huddersfield Town | Anglia | Premier League | 0     | 0      | Puchar Anglii                         | 1     | 0      |